# Kent Anderson
Pour les articles homonymes, voir Anderson.
Kent Anderson, né en 1945 dans l'État de la Caroline du Nord, est un écrivain et scénariste américain, auteur de roman policier.

## Biographie
Après avoir vécu en Caroline du Nord pendant son enfance, Kent Anderson s'engage à dix-neuf ans dans la marine marchande américaine. Il y reste deux années pendant lesquelles il voyage autour du monde. Puis, à vingt-trois ans, il devient sergent dans une unité des Forces spéciales américaines et participe à la Guerre du Viêt Nam. Démobilisé, il intègre la police de Portland, puis celle d'Oakland. Il quitte la police et donne des cours d'écriture à l'université du Texas à El Paso.
En 1987, il publie son premier roman Sympathie pour le Démon (Sympathy for the Devil) en référence à la chanson éponyme des Rolling Stones. Puis, en 1996, il fait paraître Chiens de la nuit (Night Dogs), salué par James Crumley comme « un livre capital » parce qu’il « nous rappelle des choses importantes, une époque que trop de personnes préfèrent oublier, la perte de confiance et de raison d'être après la guerre ; et il nous rappelle également que ces gens qui vivent dans les terrains vagues de la société nous ressemblent terriblement avec leurs espoirs et leurs rêves, leurs courages et leurs déceptions ». Pour Claude Mesplède, ces deux romans contenant des éléments autobiographiques sont « deux livres remarquables ».
Un soleil sans espoir (Green Sun), paru en 2018, a obtenu le grand prix de littérature policière 2019

## Œuvre

### Romans
- Sympathy for the Devil, Gallimard, coll. « La Noire », 1993 ((en) Sympathy for the Devil, 1987)  (ISBN 2-07-072877-3)Réédition, Gallimard, coll. « Folio » no 2957, 1997 (ISBN 2-07-040197-9) ; réédition Gallimard, coll. « Folio policier » no 699, 2013 (ISBN 978-2-07-044790-9)
- Chiens de la nuit, Calmann-Lévy, coll. « Calmann-Lévy noir », 1998 ((en) Night Dogs, 1996)  (ISBN 2-7021-2850-5)Réédition, LGF, coll. « Le Livre de poche » no 17099, 1999 ; réédition, Gallimard, coll. « Folio policier » no 721, 2014 (ISBN 978-2-07-045436-5)
- Un soleil sans espoir[4], Calmann-Lévy, coll. « Calmann-Lévy noir », 2018 ((en) Green Sun, 2018)  (ISBN 978-2-7021-6208-8)Réédition, Gallimard, coll. « Folio policier » no 900, 2020 (ISBN 978-2-07-283855-2) - Grand prix de littérature policière 2019

### Recueil de nouvelles
- Pas de saison pour l'enfer, 13e note éditions, 2012 ((en) Liquor Guns and Ammo: The Collected Short Fiction And Non-fiction of Kent Anderson, 1998)  (ISBN 978-2-36374-029-8)

### Nouvelle
- Cambriolage en cours ((en) Burglary in Progress, 1998)Publiée dans Meurtres et obsessions : 15 nouvelles inédites par les maîtres du suspense (Murder and Obsession, New York, Delacorte Press, 1999) / présentées par Otto Penzlern, Albin Michel, coll. « Spécial Suspense », 2001 ; réédition, LGF, coll. « Thriller » no 17315, 2003, p. 15-28.  (ISBN 2-253-17315-0)

## Filmographie

### En tant que scénariste
- 1994 : Motorcycle Gang, téléfilm américain réalisé par John Milius, d'après un récit et un scénario de Kent Anderson, avec Gerald McRaney et Jake Busey

## Prix
- Grand prix de littérature policière 2019 pour Un soleil sans espoir[5]

### Sources
: document utilisé comme source pour la rédaction de cet article.
- Claude Mesplède (dir.), Dictionnaire des littératures policières, vol. 1 : A - I, Nantes, Joseph K, coll. « Temps noir », 2007, 1054 p. (ISBN 978-2-910-68644-4, OCLC 315873251), p. 81-82